# Battaglia di capo Matxitxako
La battaglia di capo Matxitxako fu una battaglia navale che ebbe luogo il 5 marzo 1937, davanti al promontorio Matxitxako nel golfo di Biscaglia. Avvenne durante la guerra civile spagnola, e vide coinvolti la marina basca (che combatteva per la repubblica) e il Canarias (che combatteva per i franchisti).
Il 5 marzo 1937, la nave mercantile Galdames salpò per Bilbao, trasportando 173 passeggeri. Al largo di Matxitxako, il convoglio incontrò l'incrociatore nazionalista Canarias, schierato a sostegno delle forze franchiste. Le unità navali basche intervennero per proteggere il Galdames, ingaggiando battaglia con il Canarias. Nel corso dello scontro il Canarias affondò i bous armati e il Nabarra, danneggiandone altre due.

## Contesto strategico
Il 4 marzo, la flotta basca composta da bous armati Bizkaia, Gipuzkoa, San Sebastián e Nabarra salpò dal porto di Bayonne scortando la nave mercantile di Galdames, che trasportava diversi passeggeri, alcuni macchinari e 500 tonnellate di monete dinichel per il governo basco.
L'incrociatore pesante franchista Canarias, con al comando del capitano Salvador Moreno, salpò da Ferrol con l'obiettivo di intercettare la nave Galdames, che trasportava rifornimenti e armi per la repubblica.
Per impedire al nemico di avvistarlo, il Galdames viaggiava a luci spente e con la radio silenziata. In queste condizioni la Bizkaia e la Gipuzkoa furono precedute dal bou. All'alba del 5 marzo, durante le operazioni di ricerca per ricongiunsersi con la flotta, incontrarono la nave franchista Canarias.
Il capitano della Bizkaia era Alejo Bilbao, quello della Navarra Enrique era Enrique Moreno della Murcia e quello della Gipuzkoa era Manuel Galdos.

## Battaglia navale

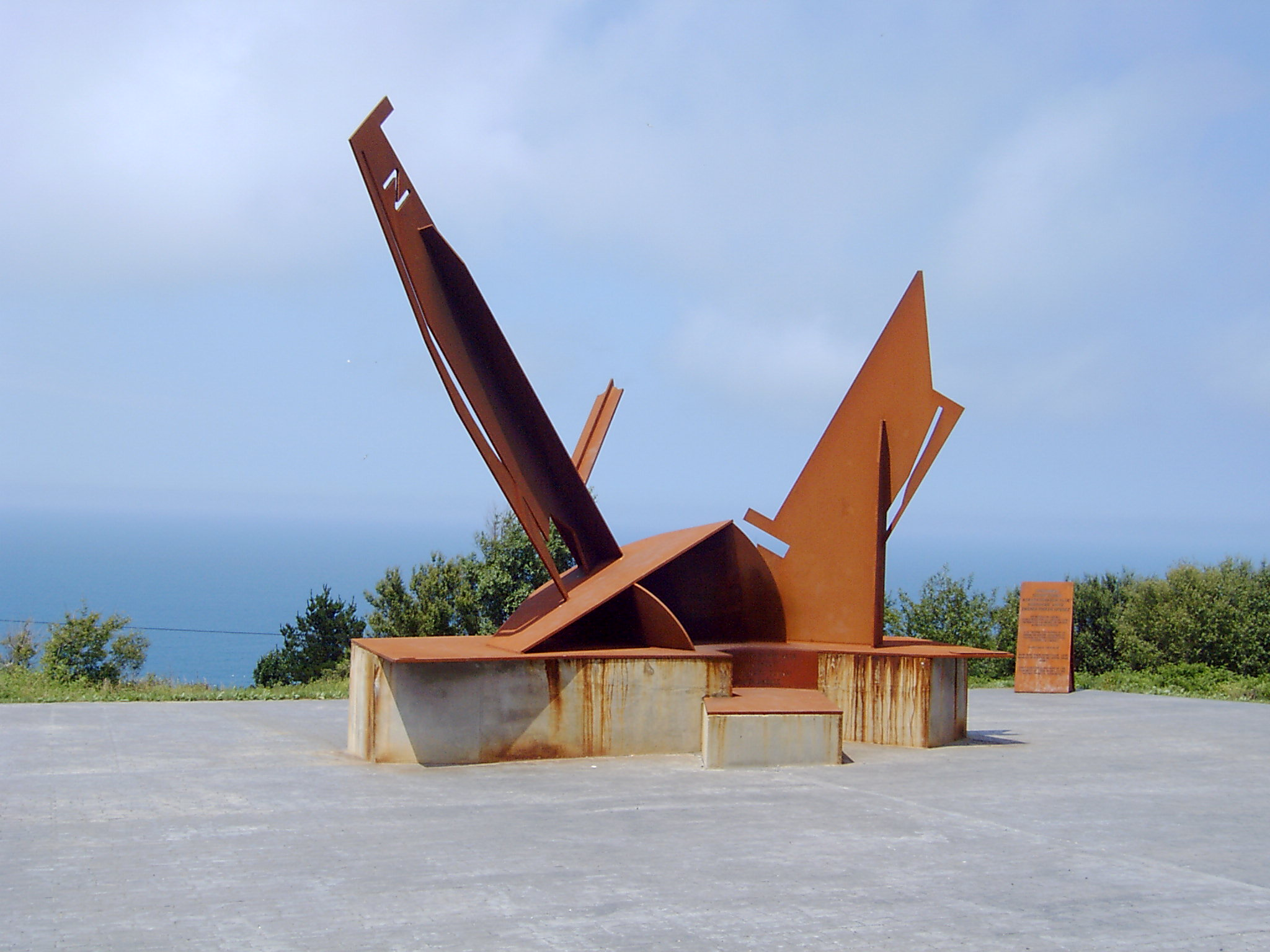
La scultura Matxitxako Guda di Nestor Basterretxea a Bermeo: raffigura l'affondamento del Nabarra

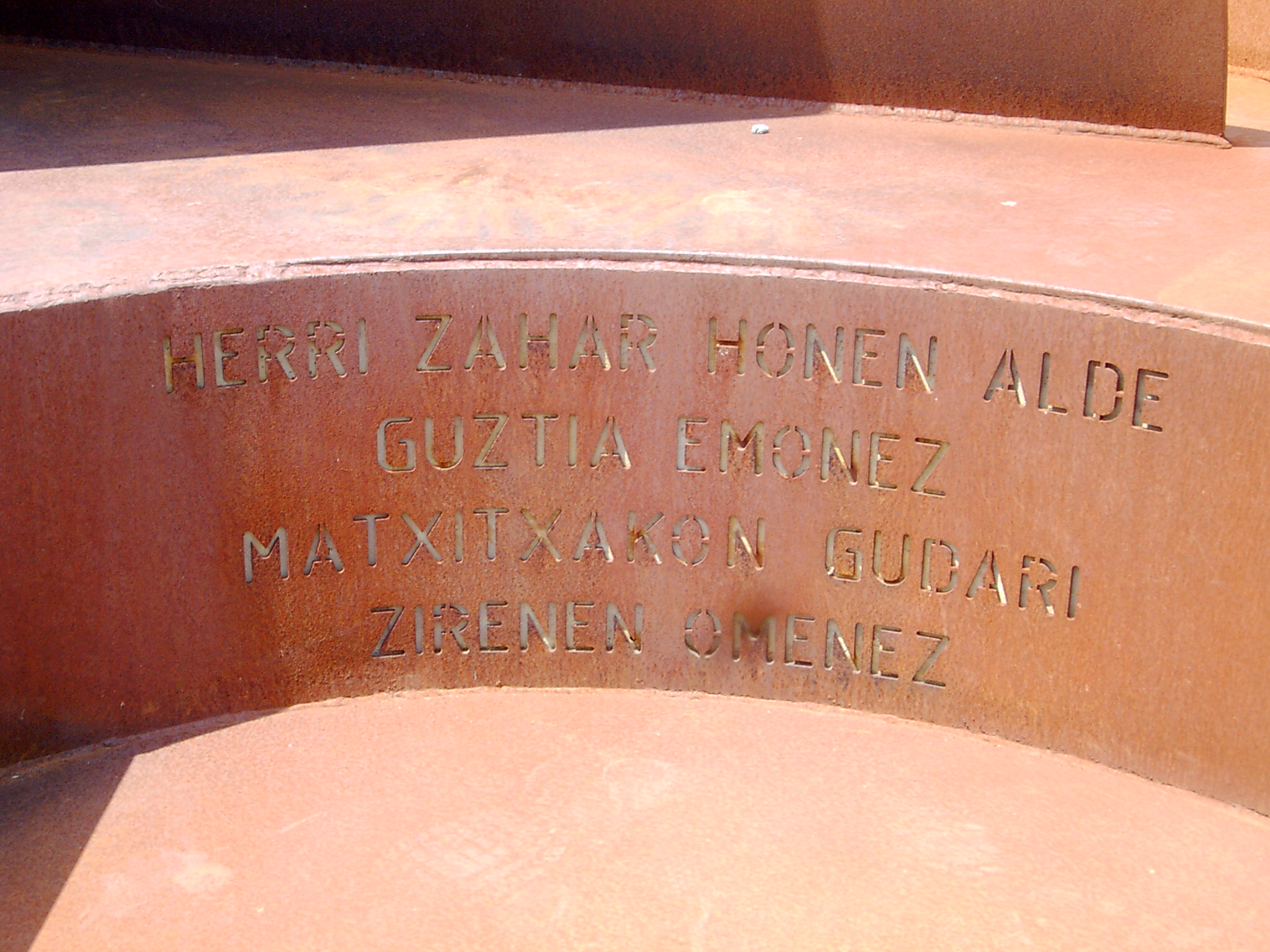
Testo in onore dei guerrieri del mare scritto alla base della scultura

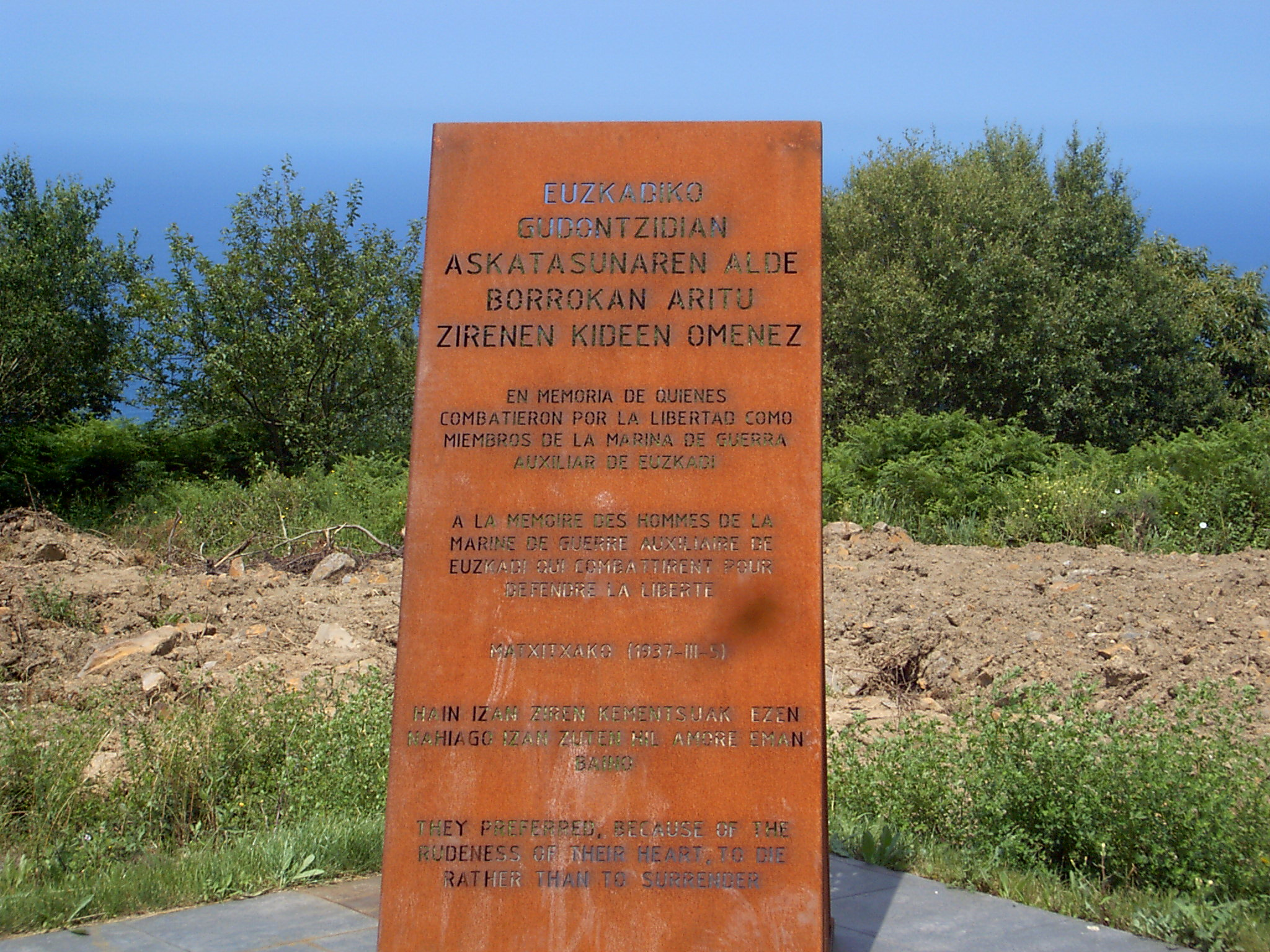
Il pannello accanto alla scultura. Rende omaggio ai membri della Marina basca in diverse lingue

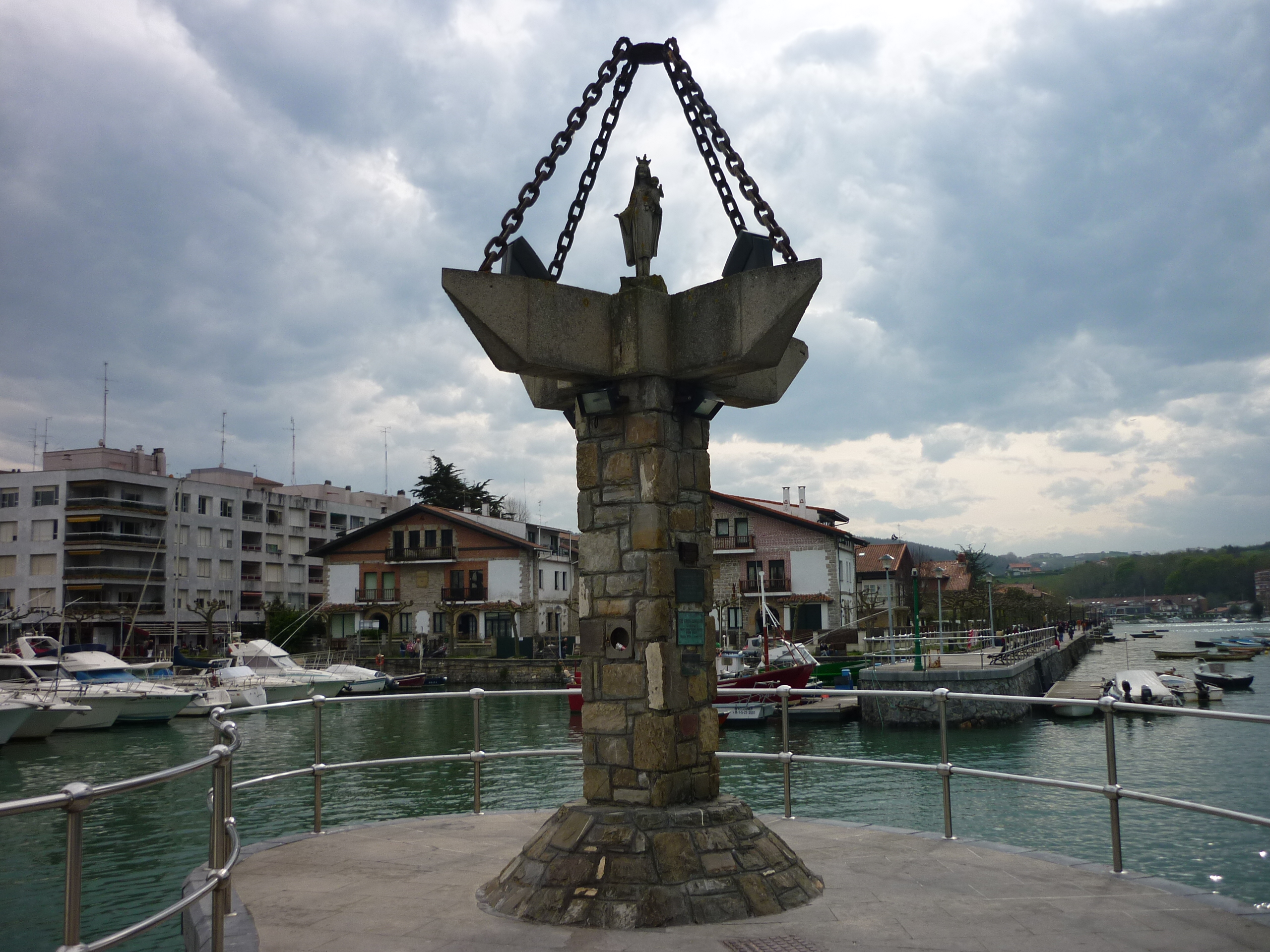
Monumento ai caduti in battaglia nel porto di Plentzia

Nel tentativo di contrastare la nave da guerra imperiale Canarias, il bous basco (alleato dei repubblicani) cercò di attirare l'incrociatore sulla costa del golfo di Biscaglia, in modo da  portarla a tiro dei cannoni della difesa costiera.
A 20 miglia da Bilbao, il Canarias colpì per la prima volta la Gipuzkoa che rispose al fuoco colpendo il ponte e il cannone di prua dell'incrociatore, causando l'incendio della nave, la morte di un marinaio e il ferimento di un altro, urtando il Canarias.
La Gipuzkoa subì 5 morti e 12 feriti ed era gravemente danneggiata; fuggì a Portugalete, ma venne inseguita dal Canarias. Riuscì ad arrivare tra capo Galea e Luzuero, e respinse il Canarias, riuscendo così a tornare al porto.
Nel frattempo, Bizkaya si diresse verso Bermeo, incontrando la nave mercantile Yorkbrook. Questa nave batteva bandiera estone e trasportava armi di contrabbando per il governo repubblicano. Bizkaya la scortò a Bermeo.
Il Canarias affrontò quindi il resto delle unità basche ingaggiando battaglia con il Galdames, uccidendo una donna e 3 bambini passeggeri. La nave mercantile non issò la bandiera bianca e i motori si fermarono.
Il Canarias continuò il suo attacco e colpì il San Sebastián, mettendolo in fuga. Questo bou riuscì a raggiungere la Francia.
Il Nabarra affrontò il Canarias in combattimento per circa due ore, finché non fu affondato. I marinai del Nabarra cercarono di evacuare la nave imbarcandosi sulle 20 scialuppe di salvataggio. Il capitano Enrique Moreno e il primo ufficiale Ambrosio Sarasola, invece, decisero di rimanere sul Nabarra per non lasciarlo cadere nelle mani dei franchisti. Il resto dell'equipaggio composto da 49 marinai fu ucciso in battaglia.

## Conseguenze
L'equipaggio del Canarias soccorse i superstiti  del Nabarra, fornendo loro assistenza sanitaria nonostante le ostilità e i maltrattamenti che avrebbero subito. Pochi mesi dopo, lo stesso Francisco Franco ammirò il coraggio dimostrato dai guerrieri navarresi nei combattimenti. Il comandante del Canarias Salvador Moreno (futuro ammiraglio) e il capitano Manuel Calderón, intercedettero a favore dei prigionieri, ottendendo la sospenzione delle condanne capitali e la concessione di libertà vigilata.
Il Canarias condusse il Galdames a Pasaia. Uno dei passeggeri saltò in acqua, ma fu ucciso a colpi di arma da fuoco. I passeggeri e l'equipaggio a bordo furono severamente puniti e alcuni di loro furono fucilati. Uno dei più noti fu Manuel Carrasco Formiguera, rappresentante della Catalogna nel governo basco, che gridò '"Viva la Catalogna libera!" durante la sua esecuzione.
I 20 marinai sopravvissuti della Nabarra furono "processati" da un tribunale militare e condannati a morte per "aver aiutato la ribellione". Tuttavia, grazie all'intervento di Moreno e Calderón, e in riconoscimento del coraggio dimostrato in combattimento, la pena capitale non fu eseguita. Nel giro di pochi mesi, il 30 novembre 1938, furono graziati 20 marinai.

## Ricorrenza
Per commemorare questo evento è stata dichiarata nel 1978 la "Giornata dei guerrieri navali" dal governo basco in esilio. Questa festività si celebra solitamente la prima domenica di marzo nella città di Bermeo.

## Cultura
In onore di questa battaglia, il club di canottaggio di Urdaibai, presso Bermeo, fu chiamato dal suo allenatore Bou Bizkaia.

### Letteratura
In letteratura, il poeta irlandese Cecil Day Lewis (padre dell'attore Daniel Day-Lewis) scrisse una poesia intitolata Nabarra in onore dei guerrieri che combatterono nella battaglia di Matxitxako. Recita:
I figli del Golfo di Biscaglia non hanno chiesto
una reputazione mitica in vita.
E poiché l'amava tanto nella
sua umile purezza, preferirebbe morire piuttosto che morire
nel suo cuore triste.»
(Cecil Day-Lewis)

### Fumetti
Inoltre, Mikel Begoña di Sopelana e Ricardo Sendra dall'Argentina hanno scritto un fumetto intitolato Mar de plomo sulla battaglia navale di Matxitxako. Fu pubblicata anche una versione basca: Berunetzko Itsasoa, ovvero "LA GUERRA DELLA PARTITA".

### Naufragi
Nel 2008, il governo basco ha annunciato di aver trovato l'ubicazione del Nabarra bou.